# Herb Hrubieszowa
Herb Hrubieszowa – jeden z symboli miasta Hrubieszów w postaci herbu. Herb został nadany miastu przez króla Zygmunta Augusta w połowie XVI wieku.

## Wygląd i symbolika
Herb przedstawia na czerwonej tarczy herbowej jelenią głowę z porożem, koloru białego. Między porożem umieszczone są dwa złote krzyże kawalerskie, w układzie jeden nad drugim. 
Herb nawiązuje do historii Hrubieszowa, który w czasach jagiellońskich pełnił rolę stanicy myśliwskiej.